# Cursor
Cursor — це власницьке інтегроване середовище розробки (IDE) на основі штучного інтелекту для Windows, macOS та Linux, створене для підвищення продуктивності розробників шляхом інтеграції передових функцій штучного інтелекту безпосередньо в середовище кодування. Це форк Visual Studio Code з додатковими функціями ШІ, такими як генерація коду, розумні переписування та запити до кодової бази. Cursor є власницьким програмним забезпеченням і розробляється Anysphere Inc., прикладною дослідницькою лабораторією, що займається створенням систем ШІ. Примітно, що агентський режим Cursor може виконувати завдання від початку до кінця, швидко виконуючи команди та інформуючи програмістів про хід роботи.

## Особливості
Cursor має широкий спектр функцій, що використовують великі мовні моделі для маніпуляції текстом за допомогою автодоповнення та функції чат-запитів. Оскільки це форк Visual Studio Code, існуючі розширення та налаштування можуть бути інтегровані в робочий процес користувача.
Cursor дозволяє розробникам писати код, використовуючи інструкції природною мовою. Користувачі можуть генерувати або оновлювати частини свого коду, надаючи підказки. Він також може індексувати всю кодову базу, до якої можна робити запити природною мовою. Редактор пропонує можливості розумного переписування, що дозволяє користувачам оновлювати кілька рядків коду одночасно, що особливо корисно для рефакторингу та ефективного впровадження масових змін. Редактор передбачає подальші редагування коду, і користувач може переходити до них та застосовувати їх за допомогою вкладок.

## Історія
Anysphere була заснована у 2022 році Суалехом Асіфом, Арвідом Луннемарком, Аманом Сангером та Майклом Труеллом, чотирма друзями, які познайомилися під час навчання в Массачусетському технологічному інституті (MIT). У 2023 році вони запустили Cursor, а пізніше того ж року залучили $8 мільйонів у раунді початкового фінансування, який очолив Startup Fund від OpenAI. У серпні 2024 року Anysphere залучила $60 мільйонів у раунді фінансування Серії A, очолюваному Andreessen Horowitz, що оцінило компанію в $400 мільйонів. У листопаді 2024 року Anysphere оголосила про придбання асистента для кодування зі ШІ Supermaven. У січні 2025 року Thrive Capital та Andreessen Horowitz очолили раунд фінансування Серії B. Anysphere залучила $105 мільйонів у цьому раунді, що оцінило компанію в $2.5 мільярда. У травні 2025 року Anysphere досягла оцінки в $9 мільярдів після залучення $900 мільйонів від Thrive Capital, Andreessen Horowitz та Accel, серед інших.
У квітні 2025 року в Cursor стався збій, що вплинув на можливість використання програми на кількох пристроях одночасно. Однак електронний лист від служби підтримки Cursor, згенерований ШІ, вигадав політику, що забороняє використання однієї ліцензії на кількох пристроях з міркувань безпеки, і неправильно стверджував, що для кожного пристрою потрібно купувати окрему підписку. На тлі критики нової «політики» на Reddit, представник Anysphere опублікував спростування, пояснивши, що такої політики не існує, і що це була помилкова відповідь від «бота підтримки першої лінії на основі ШІ».

## Конфіденційність та безпека
Cursor пропонує опції конфіденційності, включаючи режим Privacy Mode, в якому код користувача ніколи не зберігається віддалено. Платформа сертифікована за стандартом SOC 2, що забезпечує дотримання стандартних практик безпеки.

## Порівняння з іншими редакторами коду зі ШІ
У порівнянні з іншими редакторами коду на основі ШІ, такими як GitHub Copilot, Cursor пропонує глибоку інтеграцію в своєму автономному середовищі, надаючи розширені можливості налаштування. Хоча обидва інструменти спрямовані на підвищення ефективності кодування, вибір між ними може залежати від індивідуальних уподобань щодо інтеграції та робочого процесу.